# Bicyclus brakefieldi
Bicyclus brakefieldi je leptir iz porodice šarenaca. Pronađen je u DR Kongu. Vrsta je nazvana po britanskom evolucijskom biologu Paulu Brakefieldu.

## Vanjske poveznice
|  | Wikivrste imaju podatke o taksonu Bicyclus brakefieldi |